# Château de Rodoni
Le château de Rodoni, ou château de Skanderbeg, est un château situé en Albanie, au bord de la mer Adriatique ; il est bâti sur un cap rocheux, à une altitude de 1 mètre au-dessus de la mer.

## Vue d'ensemble
Le château est élevé sur le cap de Rodon. Georges Kastrioti, dit Skanderbeg, a choisi cet endroit pour le château et la construction de ce dernier a débuté en 1450. Les murs, mesurant 400 mètres de long, sont achevés en 1452.
Pendant le siège de Krujë de 1466, Skanderbeg se replie au château de Rodoni, d'où sa famille, lui et plusieurs autres personnes sont transportés jusqu'à Brindisi à l'aide de quatorze navires. Selon Marin Barleti, le château est détruit par les Ottomans en 1467.
En 1500, le château est reconstruit par les Vénitiens. À cause de l'érosion par l'eau, quelques murs sont maintenant sous l'eau de la mer Adriatique. Aujourd'hui, les visiteurs peuvent voir les murs extérieurs et la tour.

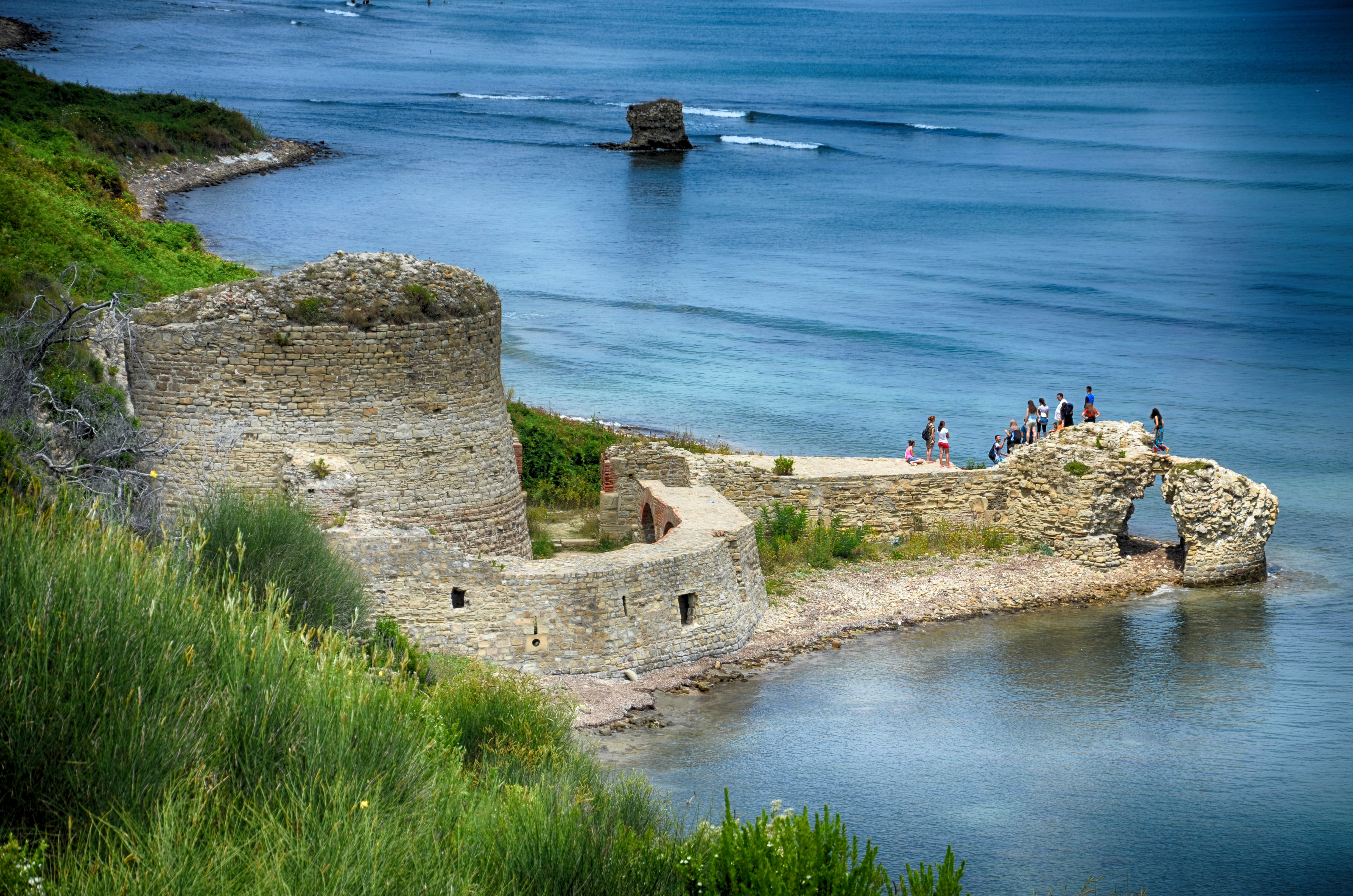
Le château en 2016.